# フランク・ウィリアムズ・レーシングカーズ
フランク・ウィリアムズ・レーシングカーズ (Frank Williams Racing Cars) は、イギリスのフォーミュラ1チームおよびコンストラクター。

## 初期

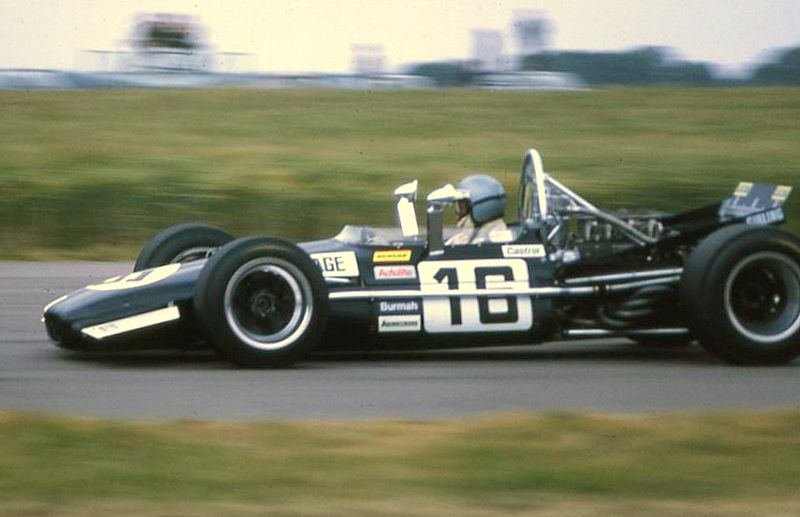
ピアス・カレッジがドライブするブラバム・BT26A、1969年イギリスグランプリ

フランク・ウィリアムズは若い頃からモーターレーシングに熱中し、サルーンやフォーミュラ3で競技経験を積んだ後、鋭い勘でレーシングカーや部品のディーラーを営んだ。彼はドライバーとしてのピークを実感し、他のドライバー、特に同居人でもあったピアス・カレッジらの支援を始めた。ウィリアムズはカレッジを支援して1968年のフォーミュラ2で成功を収めた後、ブラバムからF1マシンを購入して1969年シーズンに参戦した。これに関して、車が売却後にタスマンシリーズで使用され、その後フォーミュラ5000用にコンバートされることを期待していたジャック・ブラバムは怒ったと言われている。カレッジはこの年、モナコとアメリカで2位に入り、成功したシーズンとなった。
彼らの努力はイタリアのスポーツカーメーカー、デ・トマソの関心を集めた。デ・トマソは1970年シーズンに向けてF1シャシー（ジャンパオロ・ダラーラ設計）を製作した。しかしながらこのマシンは当初競争力が無く、序盤の4戦を完走できなかった。第5戦オランダでデ・トマソ・505/38は反転して火災を生じ、この事故でカレッジは死亡した。親友の死でウィリアムズは真剣に怒り、この一件のためウィリアムズとチームの首脳には溝が生じ、ドライバーも変更せざるを得なくなった。チームは反発したが、ドライバーはブライアン・レッドマンが起用され、続いてティム・シェンケンが起用された。デ・トマソとのパートナーシップは何の結果も残すこと無く終わりを告げた。
1971年、ウィリアムズは型遅れのマーチ・701を購入し、フランス人ドライバーのアンリ・ペスカロロを起用した。チームは後に新型のマーチ・711も購入したが、結果を出すことは難しかった。701はフランスでマックス・ジーンに与えられた。1969年の成功の後、ウィリアムズはレースごとに活動資金に窮するようになってきた。しかし、ペスカロロはイギリスグランプリで4位、オーストリアグランプリでは6位となっている。

## コンストラクターとして

### ポリトイとFX3
1972年はフランスの石油会社モチュールがスポンサーとなり、ウィリアムズはペスカロロ用に新しいマーチ・721を購入することができた。一方、イタリアの玩具メーカーポリトイがオリジナルシャシーの開発資金を提供した。ノンタイトル戦のブラジルグランプリから、カルロス・パーチェが昨年型のマーチ・711をドライブし、パーチェは第5戦ベルギーグランプリで5位に入った。
レン・ベイリーが設計したポリトイ・FX3はギアボックスにヒューランド・FG400を採用し、コスワースエンジンを搭載した従来型のマシンであった。FX3はペスカロロによってイギリスグランプリに登場したが、ドライビングミスでクラッシュ、大きく損傷した。ペスカロロはマーチ・721に戻り、FX3は修理が行われた。FX3が最後に登場したのはブランズ・ハッチで行われたノンタイトル戦の1972年ワールドチャンピオンシップ・ヴィクトリーレースで、クリス・エイモンがドライブしたが予選20位、決勝はエンジントラブルでリタイアとなった。

### イソ・マールボロとFX3B
モチュールとポリトイは1972年シーズンが終わるとスポンサーから手を引いたが、ウィリアムズは1973年シーズン、タバコ大手のマールボロとイタリアのスポーツカーメーカー、イソの支援を取り付けた。ポリトイ・FX3は改良が施され、イソ-マールボロ・FX3Bとなり、2台目のシャシーも製作された。ドライバーは新たにハウデン・ガンレイとナンニ・ギャリが起用された。
開幕戦のアルゼンチンでは予選でギャリが16位、ガンレイは最下位の19位となった。決勝ではギャリのエンジンが1周目にトラブルを生じリタイアとなり、ガンレイはチェッカーを受けたものの勝者から17周遅れで非完走扱いとなった。ブラジルではガンレイが7位、ギャリが9位と2人とも完走した。ギャリはその後スポーツカーのテストで負傷したため第3戦の南アフリカでは地元ドライバーのジャッキー・プレトリウスが代役で出場した。プレトリウスはオーバーヒートのためレース距離の半分でリタイアしたが、ガンレイはトップから6周遅れの10位でフィニッシュした。
FX3Bは新たな可変構造の規制のためにこの時点で時代遅れとなり、新型のイソ-マールボロ・IRが投入された。しかしながら、FX3Bは2つのノンタイトル戦に参加している。一つは1973年のレースオブチャンピオンズで、トニー・トリマーが4位に入り、ガンレイはハンドルに問題が生じリタイアとなっている。もう1つは1973年BRDCインターナショナルトロフィーで、これがFX3Bの最後のレースとなった。ガンレイはこのレースでも油圧低下のためリタイアした。

### イソ-マールボロ・IR、FWそして最初のウィリアムズ

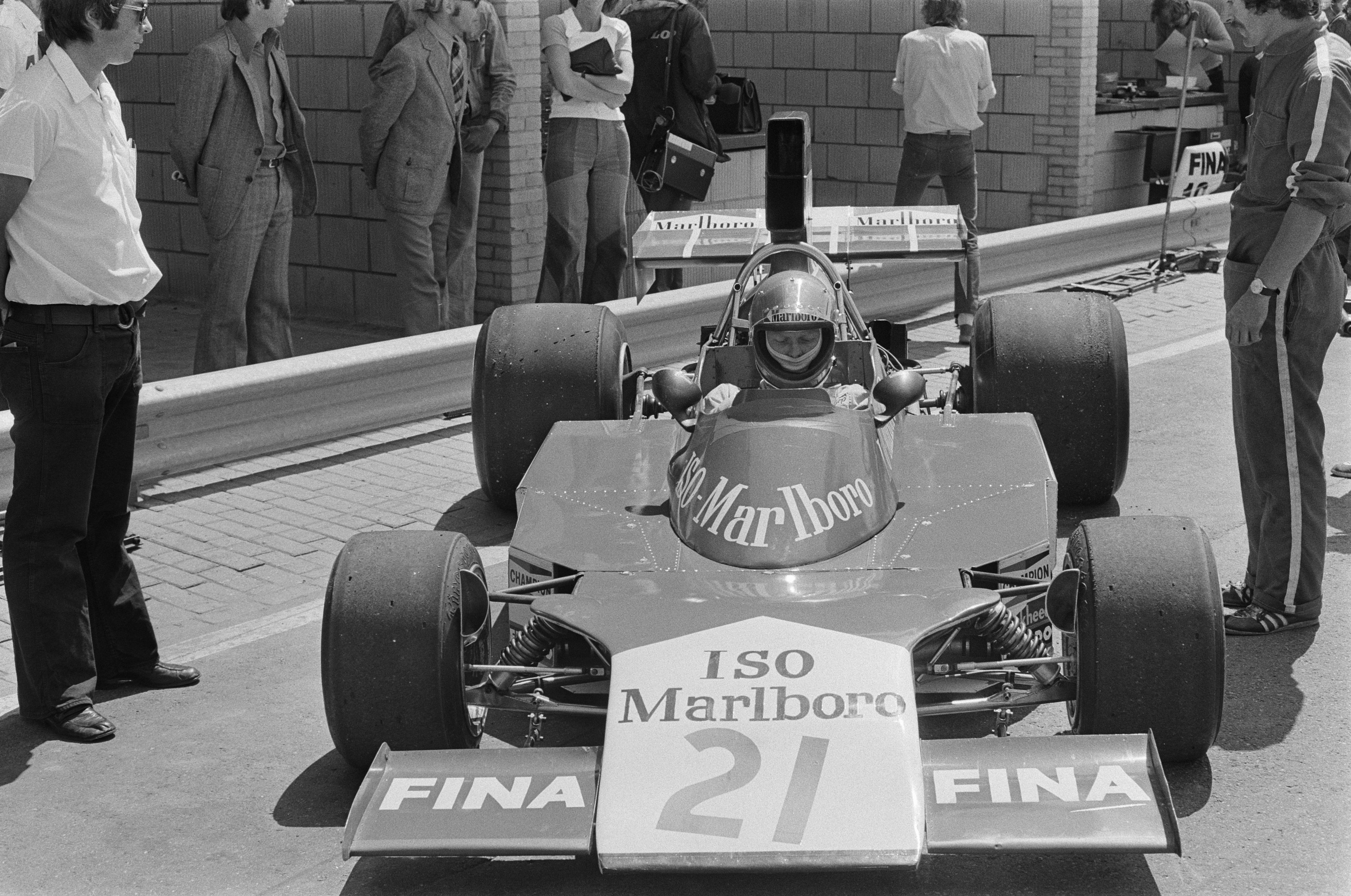
ジィズ・ヴァン・レネップのイソ-マールボロ・FW、1974年オランダグランプリ

イソ-マールボロ・IRは1973年スペイングランプリで導入され、シーズンの終わりまでに8人のドライバーがドライブした。ガンレイは唯一のレギュラードライバーで、シーズン終盤のカナダグランプリで6位に入賞、ポイントを獲得した。その他のドライバーはギャリ、ペスカロロ、トム・ベルソ、グラハム・マクレー、ジィズ・ヴァン・レネップ、ティム・シェンケン、ジャッキー・イクスであった。ヴァン・レネップのみがホームレースのオランダグランプリで6位入賞、ポイントを獲得した。
2台のIRは維持され、その後フランク・ウィリアムズの頭文字を取ってFWと改名されたが、当初はガンレイに代わって加入したナンバーワンドライバーのアルトゥーロ・メルツァリオ用の1台しかエントリーされなかった。第3戦の南アフリカではメルツァリオが6位に入賞してポイントを獲得したが、もう1台はペイドライバーのトム・ベルソが起用されリタイアに終わっている。この後ジィズ・ヴァン・レネップとジャン＝ピエール・ジャブイーユもFWをドライブしたが、3戦連続で予選落ちした後ジャック・ラフィットがメルツァリオのパートナーとして起用され、パフォーマンスは徐々に改善されていった。第13戦イタリアでメルツァリオは4位に入ったが、これがシーズンでの最高位であった。チームは合計で4ポイント獲得し、コンストラクターズランキングは10位となった。結局このシーズンは3台のFWが使用され、その中には新造のシャシーも含まれたが、これらは1975年にウィリアムズ・FW01、FW02、FW03と改名された。3台は本質的に同一の車であったが、それぞれ別の名称が付けられた。
イソとマールボロはともに1975年シーズン前にメインスポンサーを取りやめ、ウィリアムズは財政的な問題を残していた。メルツァリオとラフィットは1975年シーズンもチームに残留し、引き続いてFW02とFW03をドライブした。新型のウィリアムズ・FW04が製作され、1975年スペイングランプリでFW02に代わって投入された。またドライバーもラフィットに代えてイギリスの新星トニー・ブライズが起用され、ポイント外ではあるが7位で完走した。このときまでにチームの財政状況は深刻となり、メルツァリオはベルギーグランプリの後チームを離れた。彼に代わって6名のペイドライバー、イアン・シェクター、フランソワ・ミゴール、イアン・アシュレイ、ヨー・フォンランテン、レンツォ・ゾルジ、レラ・ロンバルディが起用された。スウェーデングランプリではラフィットに代えてダミアン・マギーが起用された。
第11戦ドイツグランプリでは他チームの脱落と、ドライバーの粘り強い運転が折り重なって、ラフィットはブラバムのカルロス・ロイテマンに次いで2位に入賞した。この結果チームには必要な財政援助がもたらされた。これはチームにとってシーズン唯一のポイントであったが、コンストラクターズランキングは9位となって前年より改善された。

## ウルフ-ウイリアムズ・レーシング
1976年シーズンが始まる前に、カナダの石油王ウォルター・ウルフがフランク・ウィリアムズ・レーシングカーズの株式の60%を買収し、チームはウルフ-ウイリアムズ・レーシングと改名した。しかしながらフランク・ウィリアムズはチームマネージャーとしてチームに残留した。その後ハーベイ・ポスルスウェイトがチーフエンジニアとして到着した。同時にウルフはF1から撤退したヘスケスチームの資産を購入した。チームはウィリアムズの施設があるレディングに拠点を置いたが、車と機材はかつてのヘスケス・レーシングの物を使用していた。チームはヘスケスが1975年の最終戦で使用したヘスケス・308Cを受け継ぎ、ウルフ-ウィリアムズ・FW05と改名、ウィリアムズ・FW04もウルフ-ウィリアムズ・FW04と改名した。FW04は開幕戦のブラジルでのみ使用された。
シーズンが終わった時点で、ウルフはチームの再編成を決定し、ウィリアムズをマネージャーから解任した。幻滅したウィリアムズはパトリック・ヘッドと共にチームを離脱、ウィリアムズ・グランプリ・エンジニアリングを設立した。ウルフはウルフ-ウイリアムズ・レーシングの株式を100%購入し、チームはウォルター・ウルフ・レーシングとなった。

## F1での全成績
(key) 
| 年     | シャシー                                                               | エンジン                        | タイヤ | ドライバー                     | 車番 | 1   | 2   | 3   | 4   | 5   | 6   | 7   | 8   | 9   | 10  | 11  | 12  | 13  | 14  | 15  | 16  | 順位 | ポイント |
| ------ | ---------------------------------------------------------------------- | ------------------------------- | ------ | ------------------------------ | ---- | --- | --- | --- | --- | --- | --- | --- | --- | --- | --- | --- | --- | --- | --- | --- | --- | ---- | -------- |
| 1969年 | ブラバム・BT26A                                                        | フォード コスワース・DFV 3.0 V8 | D      |                                |      | RSA | ESP | MON | NED | FRA | GBR | GER | ITA | CAN | USA | MEX |     |     |     |     |     | n/a  | n/a      |
| 1969年 | ブラバム・BT26A                                                        | フォード コスワース・DFV 3.0 V8 | D      | ピアス・カレッジ               |      |     | Ret | 2   | Ret | Ret | 5   | Ret | 5   | Ret | 2   | 10  |     |     |     |     |     | n/a  | n/a      |
| 1970年 | デ・トマソ・505                                                        | フォード コスワース・DFV 3.0 V8 | D      |                                |      | RSA | ESP | MON | BEL | NED | FRA | GBR | GER | AUT | ITA | CAN | USA | MEX |     |     |     | n/a  | n/a      |
| 1970年 | デ・トマソ・505                                                        | フォード コスワース・DFV 3.0 V8 | D      | ピアス・カレッジ               |      | Ret | DNS | NC  | Ret | Ret |     |     |     |     |     |     |     |     |     |     |     | n/a  | n/a      |
| 1970年 | デ・トマソ・505                                                        | フォード コスワース・DFV 3.0 V8 | D      | ブライアン・レッドマン         |      |     |     |     |     |     |     | DNS | DNQ |     |     |     |     |     |     |     |     | n/a  | n/a      |
| 1970年 | デ・トマソ・505                                                        | フォード コスワース・DFV 3.0 V8 | D      | ティム・シェンケン             |      |     |     |     |     |     |     |     |     | Ret | Ret | NC  | Ret |     |     |     |     | n/a  | n/a      |
| 1971年 | マーチ・701 マーチ・711                                                | フォード コスワース・DFV 3.0 V8 | F      |                                |      | RSA | ESP | MON | NED | FRA | GBR | GER | AUT | ITA | CAN | USA |     |     |     |     |     | n/a  | n/a      |
| 1971年 | マーチ・701 マーチ・711                                                | フォード コスワース・DFV 3.0 V8 | F      | アンリ・ペスカロロ             |      | 11  | Ret | 8   | NC  | Ret | 4   | Ret | 6   | Ret | DNS | Ret |     |     |     |     |     | n/a  | n/a      |
| 1971年 | マーチ・701 マーチ・711                                                | フォード コスワース・DFV 3.0 V8 | F      | マックス・ジーン               |      |     |     |     |     | NC  |     |     |     |     |     |     |     |     |     |     |     | n/a  | n/a      |
| 1972年 | マーチ・711 マーチ・721 ポリトイ・FX3                                  | フォード コスワース・DFV 3.0 V8 | G      |                                |      | ARG | RSA | ESP | MON | BEL | FRA | GBR | GER | AUT | ITA | CAN | USA |     |     |     |     | n/a  | n/a      |
| 1972年 | マーチ・711 マーチ・721 ポリトイ・FX3                                  | フォード コスワース・DFV 3.0 V8 | G      | カルロス・パーチェ             |      |     | 17  | 6   | 17  | 5   | Ret | Ret | NC  | NC  | Ret | 9   | Ret |     |     |     |     | n/a  | n/a      |
| 1972年 | マーチ・711 マーチ・721 ポリトイ・FX3                                  | フォード コスワース・DFV 3.0 V8 | G      | アンリ・ペスカロロ             |      | 8   | 11  | 11  | Ret | NC  | DNS | Ret | Ret | DNS | DNQ | 13  | 14  |     |     |     |     | n/a  | n/a      |
| 1973年 | イソ-マールボロ・FX3B イソ-マールボロ・IR                              | フォード コスワース・DFV 3.0 V8 | F      |                                |      | ARG | BRA | RSA | ESP | BEL | MON | SWE | FRA | GBR | NED | GER | AUT | ITA | CAN | USA |     | 10位 | 2        |
| 1973年 | イソ-マールボロ・FX3B イソ-マールボロ・IR                              | フォード コスワース・DFV 3.0 V8 | F      | ハウデン・ガンレイ             |      | NC  | 7   | 10  | Ret | Ret | Ret | 11  | 14  | 9   | 9   | DNS | NC  | NC  | 6   | 12  |     | 10位 | 2        |
| 1973年 | イソ-マールボロ・FX3B イソ-マールボロ・IR                              | フォード コスワース・DFV 3.0 V8 | F      | ナンニ・ギャリ                 |      | Ret | 9   |     | 11  | Ret | Ret |     |     |     |     |     |     |     |     |     |     | 10位 | 2        |
| 1973年 | イソ-マールボロ・FX3B イソ-マールボロ・IR                              | フォード コスワース・DFV 3.0 V8 | F      | ジャッキー・プレトリウス       |      |     |     | Ret |     |     |     |     |     |     |     |     |     |     |     |     |     | 10位 | 2        |
| 1973年 | イソ-マールボロ・FX3B イソ-マールボロ・IR                              | フォード コスワース・DFV 3.0 V8 | F      | トム・ベルソ                   |      |     |     |     |     |     |     | DNS |     |     |     |     |     |     |     |     |     | 10位 | 2        |
| 1973年 | イソ-マールボロ・FX3B イソ-マールボロ・IR                              | フォード コスワース・DFV 3.0 V8 | F      | アンリ・ペスカロロ             |      |     |     |     |     |     |     |     | Ret |     |     | 10  |     |     |     |     |     | 10位 | 2        |
| 1973年 | イソ-マールボロ・FX3B イソ-マールボロ・IR                              | フォード コスワース・DFV 3.0 V8 | F      | グラハム・マクレー             |      |     |     |     |     |     |     |     |     | Ret |     |     |     |     |     |     |     | 10位 | 2        |
| 1973年 | イソ-マールボロ・FX3B イソ-マールボロ・IR                              | フォード コスワース・DFV 3.0 V8 | F      | ジィズ・ヴァン・レネップ       |      |     |     |     |     |     |     |     |     |     | 6   |     | 9   | Ret |     |     |     | 10位 | 2        |
| 1973年 | イソ-マールボロ・FX3B イソ-マールボロ・IR                              | フォード コスワース・DFV 3.0 V8 | F      | ティム・シェンケン             |      |     |     |     |     |     |     |     |     |     |     |     |     |     | 14  |     |     | 10位 | 2        |
| 1973年 | イソ-マールボロ・FX3B イソ-マールボロ・IR                              | フォード コスワース・DFV 3.0 V8 | F      | ジャッキー・イクス             |      |     |     |     |     |     |     |     |     |     |     |     |     |     |     | 7   |     | 10位 | 2        |
| 1974年 | イソ-マールボロ・FW                                                    | フォード コスワース・DFV 3.0 V8 | F      |                                |      | ARG | BRA | RSA | ESP | BEL | MON | SWE | NED | FRA | GBR | GER | AUT | ITA | CAN | USA |     | 10位 | 4        |
| 1974年 | イソ-マールボロ・FW                                                    | フォード コスワース・DFV 3.0 V8 | F      | アルトゥーロ・メルツァリオ     | 20   | Ret | Ret | 6   | Ret | Ret | Ret |     | Ret | 9   | Ret | Ret | Ret | 4   | Ret | Ret |     | 10位 | 4        |
| 1974年 | イソ-マールボロ・FW                                                    | フォード コスワース・DFV 3.0 V8 | F      | リチャード・ロバーツ           | 20   |     |     |     |     |     |     | DNS |     |     |     |     |     |     |     |     |     | 10位 | 4        |
| 1974年 | イソ-マールボロ・FW                                                    | フォード コスワース・DFV 3.0 V8 | F      | トム・ベルソ                   | 21   |     |     | Ret | DNQ |     |     | 8   |     |     | DNQ |     |     |     |     |     |     | 10位 | 4        |
| 1974年 | イソ-マールボロ・FW                                                    | フォード コスワース・DFV 3.0 V8 | F      | ジィズ・ヴァン・レネップ       | 21   |     |     |     |     | 14  |     |     | DNQ |     |     |     |     |     |     |     |     | 10位 | 4        |
| 1974年 | イソ-マールボロ・FW                                                    | フォード コスワース・DFV 3.0 V8 | F      | ジャン＝ピエール・ジャブイーユ | 21   |     |     |     |     |     |     |     |     | DNQ |     |     |     |     |     |     |     | 10位 | 4        |
| 1974年 | イソ-マールボロ・FW                                                    | フォード コスワース・DFV 3.0 V8 | F      | ジャック・ラフィット           | 21   |     |     |     |     |     |     |     |     |     |     | Ret | NC  | Ret | 15  | Ret |     | 10位 | 4        |
| 1975年 | ウィリアムズ・FW ウィリアムズ・FW04                                    | フォード コスワース・DFV 3.0 V8 | G      |                                |      | ARG | BRA | RSA | ESP | MON | BEL | SWE | NED | FRA | GBR | GER | AUT | ITA | USA |     |     | 9位  | 6        |
| 1975年 | ウィリアムズ・FW ウィリアムズ・FW04                                    | フォード コスワース・DFV 3.0 V8 | G      | アルトゥーロ・メルツァリオ     | 20   | NC  | Ret | Ret | Ret | DNQ | Ret |     |     |     |     |     |     |     |     |     |     | 9位  | 6        |
| 1975年 | ウィリアムズ・FW ウィリアムズ・FW04                                    | フォード コスワース・DFV 3.0 V8 | G      | ダミアン・マギー               | 20   |     |     |     |     |     |     | 14  |     |     |     |     |     |     |     |     |     | 9位  | 6        |
| 1975年 | ウィリアムズ・FW ウィリアムズ・FW04                                    | フォード コスワース・DFV 3.0 V8 | G      | フランソワ・ミゴール           | 20   |     |     |     |     |     |     |     |     | DNS |     |     |     |     |     |     |     | 9位  | 6        |
| 1975年 | ウィリアムズ・FW ウィリアムズ・FW04                                    | フォード コスワース・DFV 3.0 V8 | G      | イアン・アシュレイ             | 20   |     |     |     |     |     |     |     |     |     |     | DNS |     |     |     |     |     | 9位  | 6        |
| 1975年 | ウィリアムズ・FW ウィリアムズ・FW04                                    | フォード コスワース・DFV 3.0 V8 | G      | ヨー・フォンランテン           | 20   |     |     |     |     |     |     |     |     |     |     |     | Ret |     |     |     |     | 9位  | 6        |
| 1975年 | ウィリアムズ・FW ウィリアムズ・FW04                                    | フォード コスワース・DFV 3.0 V8 | G      | レンツォ・ゾルジ               | 20   |     |     |     |     |     |     |     |     |     |     |     |     | 14  |     |     |     | 9位  | 6        |
| 1975年 | ウィリアムズ・FW ウィリアムズ・FW04                                    | フォード コスワース・DFV 3.0 V8 | G      | レラ・ロンバルディ             | 20   |     |     |     |     |     |     |     |     |     |     |     |     |     | DNS |     |     | 9位  | 6        |
| 1975年 | ウィリアムズ・FW ウィリアムズ・FW04                                    | フォード コスワース・DFV 3.0 V8 | G      | イアン・シェクター             | 20   |     |     |     |     |     |     |     | 12  |     |     |     |     |     |     |     |     | 9位  | 6        |
| 1975年 | ウィリアムズ・FW ウィリアムズ・FW04                                    | フォード コスワース・DFV 3.0 V8 | G      | イアン・シェクター             | 21   |     |     |     |     |     |     | Ret |     |     |     |     |     |     |     |     |     | 9位  | 6        |
| 1975年 | ウィリアムズ・FW ウィリアムズ・FW04                                    | フォード コスワース・DFV 3.0 V8 | G      | ジャック・ラフィット           | 21   | Ret | 11  | NC  |     | DNQ | Ret |     | Ret | 11  | Ret | 2   | Ret | Ret | DNS |     |     | 9位  | 6        |
| 1975年 | ウィリアムズ・FW ウィリアムズ・FW04                                    | フォード コスワース・DFV 3.0 V8 | G      | トニー・ブライズ               | 21   |     |     |     | 7   |     |     |     |     |     |     |     |     |     |     |     |     | 9位  | 6        |
| 1976年 | ウィリアムズ・FW04 ウルフ-ウィリアムズ・FW04 ウルフ-ウィリアムズ・FW05 | フォード コスワース・DFV 3.0 V8 | G      |                                |      | BRA | RSA | USW | ESP | BEL | MON | SWE | FRA | GBR | GER | AUT | NED | ITA | CAN | USA | JPN | -    | 0        |
| 1976年 | ウィリアムズ・FW04 ウルフ-ウィリアムズ・FW04 ウルフ-ウィリアムズ・FW05 | フォード コスワース・DFV 3.0 V8 | G      | ジャッキー・イクス             | 20   | 8   | 16  | DNQ | 7   | DNQ | DNQ |     | 10  | DNQ |     |     |     |     |     |     |     | -    | 0        |
| 1976年 | ウィリアムズ・FW04 ウルフ-ウィリアムズ・FW04 ウルフ-ウィリアムズ・FW05 | フォード コスワース・DFV 3.0 V8 | G      | アルトゥーロ・メルツァリオ     | 20   |     |     |     |     |     |     |     |     |     | Ret | Ret | Ret | DNS | Ret | Ret | Ret | -    | 0        |
| 1976年 | ウィリアムズ・FW04 ウルフ-ウィリアムズ・FW04 ウルフ-ウィリアムズ・FW05 | フォード コスワース・DFV 3.0 V8 | G      | レンツォ・ゾルジ               | 21   | 9   |     |     |     |     |     |     |     |     |     |     |     |     |     |     |     | -    | 0        |
| 1976年 | ウィリアムズ・FW04 ウルフ-ウィリアムズ・FW04 ウルフ-ウィリアムズ・FW05 | フォード コスワース・DFV 3.0 V8 | G      | ミシェル・ルクレール           | 21   |     | 13  | DNQ | 10  | 11  | 11  | Ret | 13  |     |     |     |     |     |     |     |     | -    | 0        |
| 1976年 | ウィリアムズ・FW04 ウルフ-ウィリアムズ・FW04 ウルフ-ウィリアムズ・FW05 | フォード コスワース・DFV 3.0 V8 | G      | クリス・エイモン               | 21   |     |     |     |     |     |     |     |     |     |     |     |     |     | DNS |     |     | -    | 0        |
| 1976年 | ウィリアムズ・FW04 ウルフ-ウィリアムズ・FW04 ウルフ-ウィリアムズ・FW05 | フォード コスワース・DFV 3.0 V8 | G      | ワーウィック・ブラウン         | 21   |     |     |     |     |     |     |     |     |     |     |     |     |     |     | 14  |     | -    | 0        |
| 1976年 | ウィリアムズ・FW04 ウルフ-ウィリアムズ・FW04 ウルフ-ウィリアムズ・FW05 | フォード コスワース・DFV 3.0 V8 | G      | ハンス・ビンダー               | 21   |     |     |     |     |     |     |     |     |     |     |     |     |     |     |     | Ret | -    | 0        |
| 1976年 | ウィリアムズ・FW04 ウルフ-ウィリアムズ・FW04 ウルフ-ウィリアムズ・FW05 | フォード コスワース・DFV 3.0 V8 | G      | エミリオ・ツァピコ             | 25   |     |     |     | DNQ |     |     |     |     |     |     |     |     |     |     |     |     | -    | 0        |

## 車両ギャラリー
- 葉巻型（1969年 - 1970年）

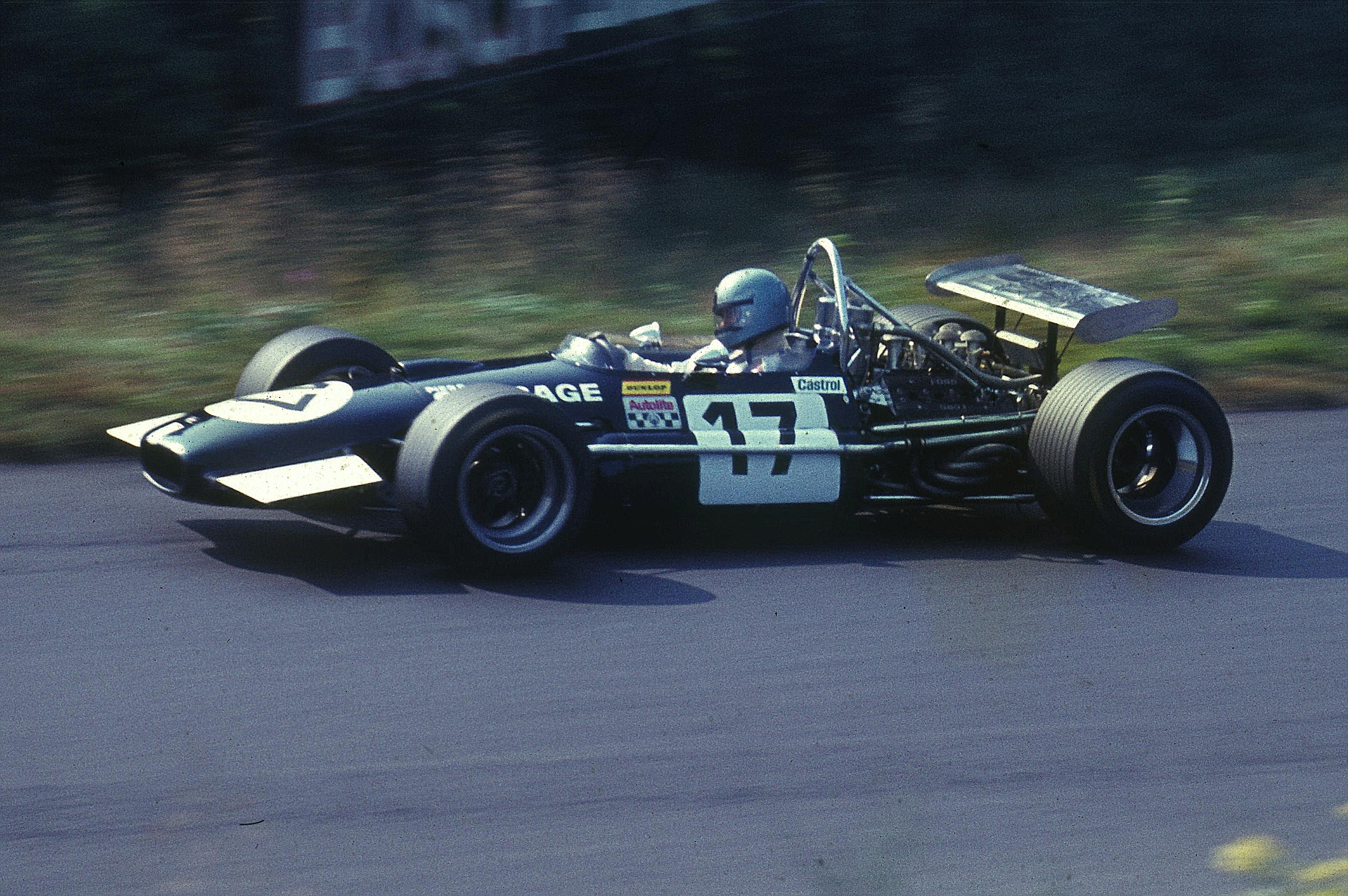
ブラバム・BT26A フォード
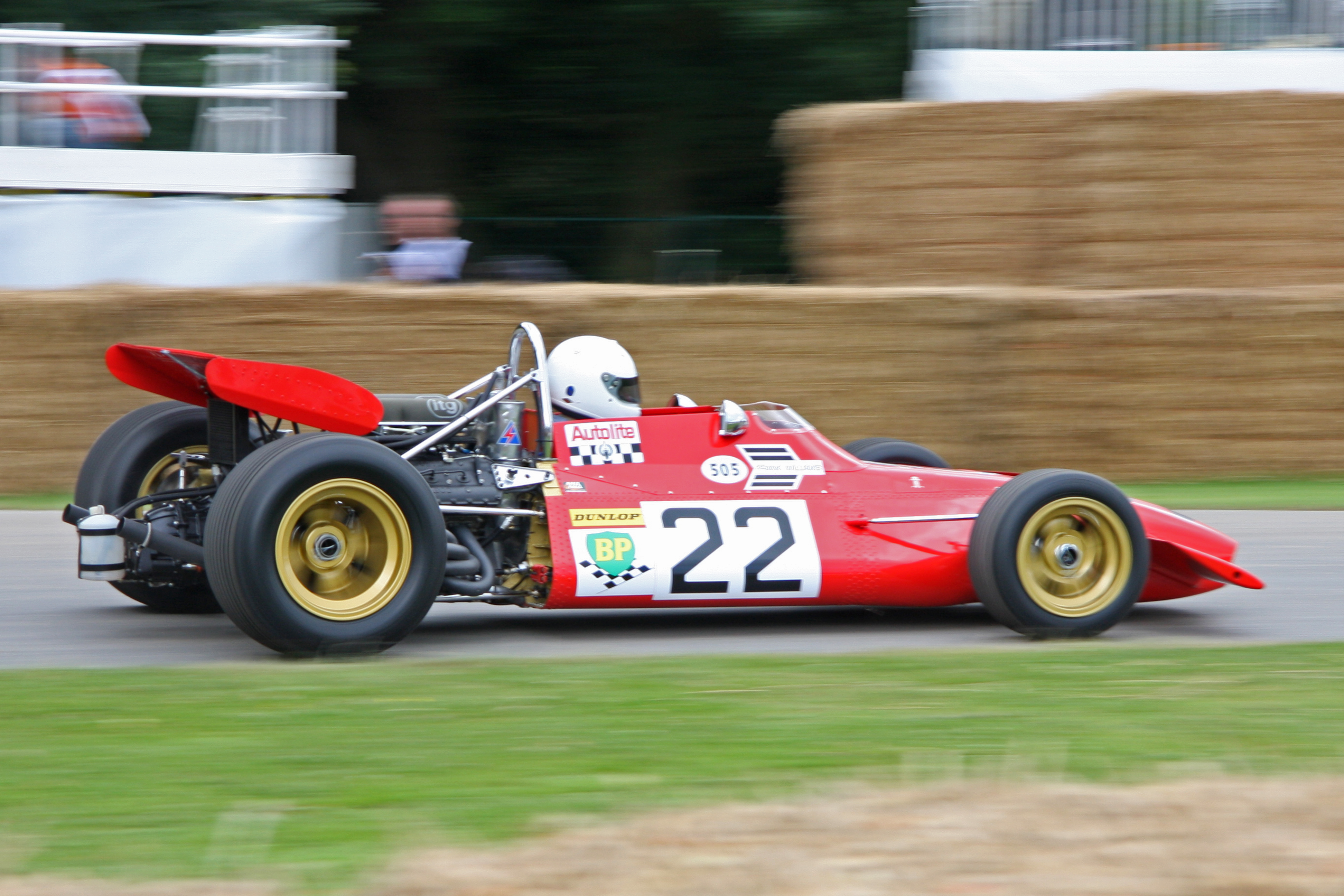
デ・トマソ・505/38 フォード

- フラットノーズ型（1973年 - 1976年）

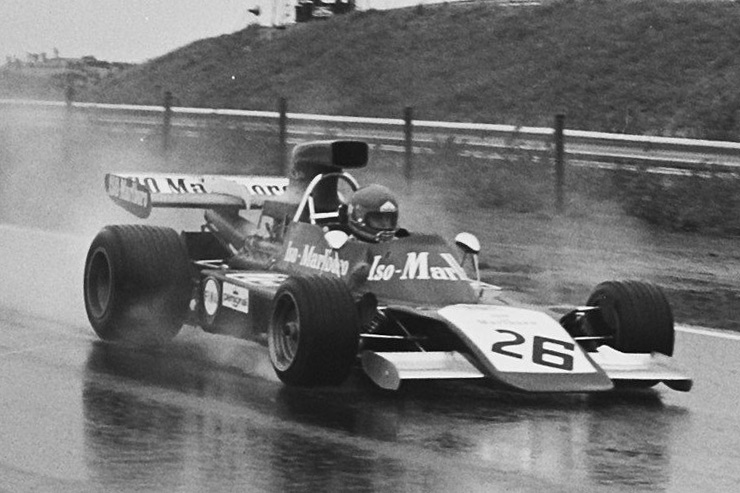
イソ-マールボロ・IR フォード
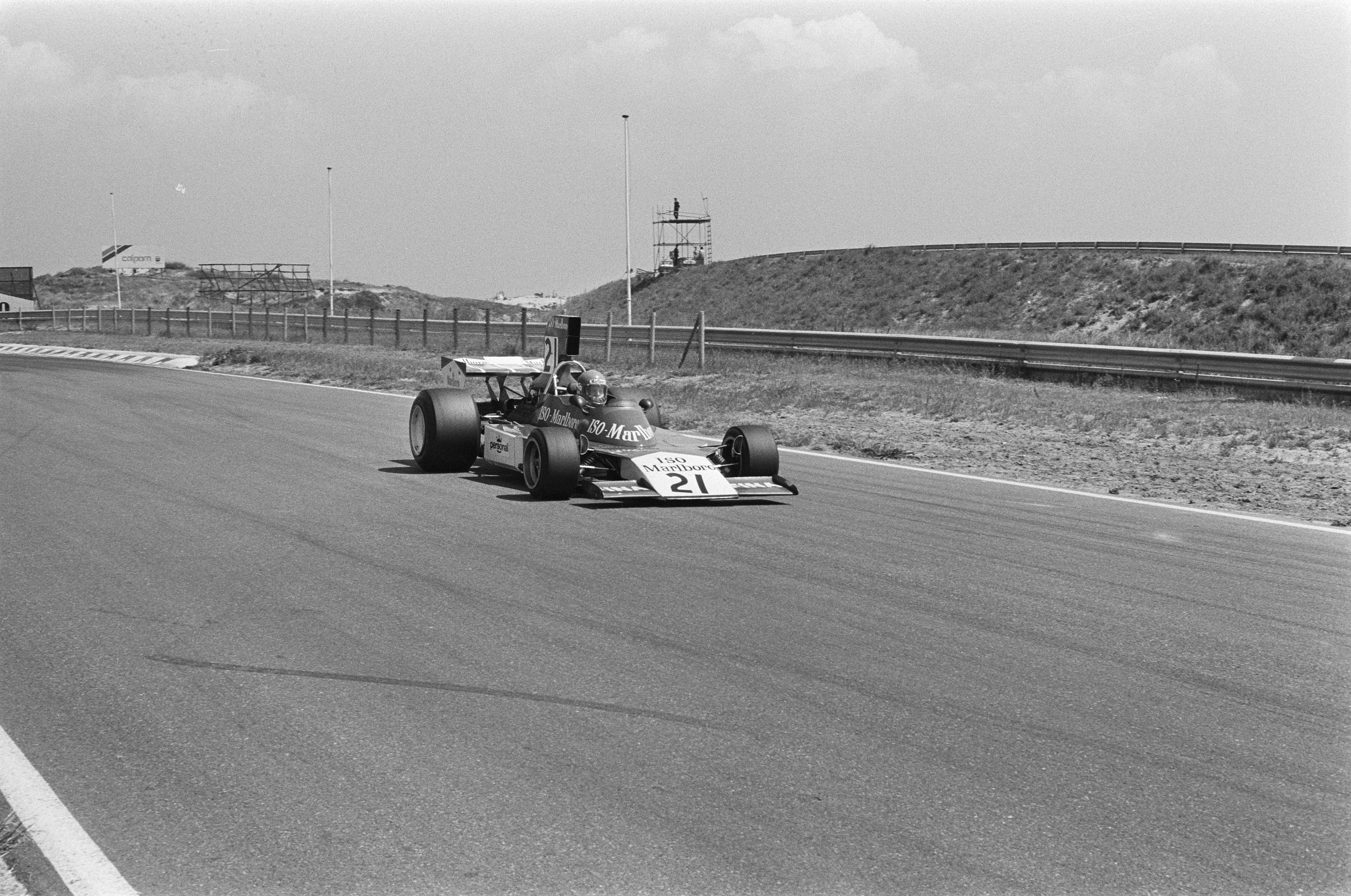
イソ-マールボロ / ウィリアムズ・FW フォード
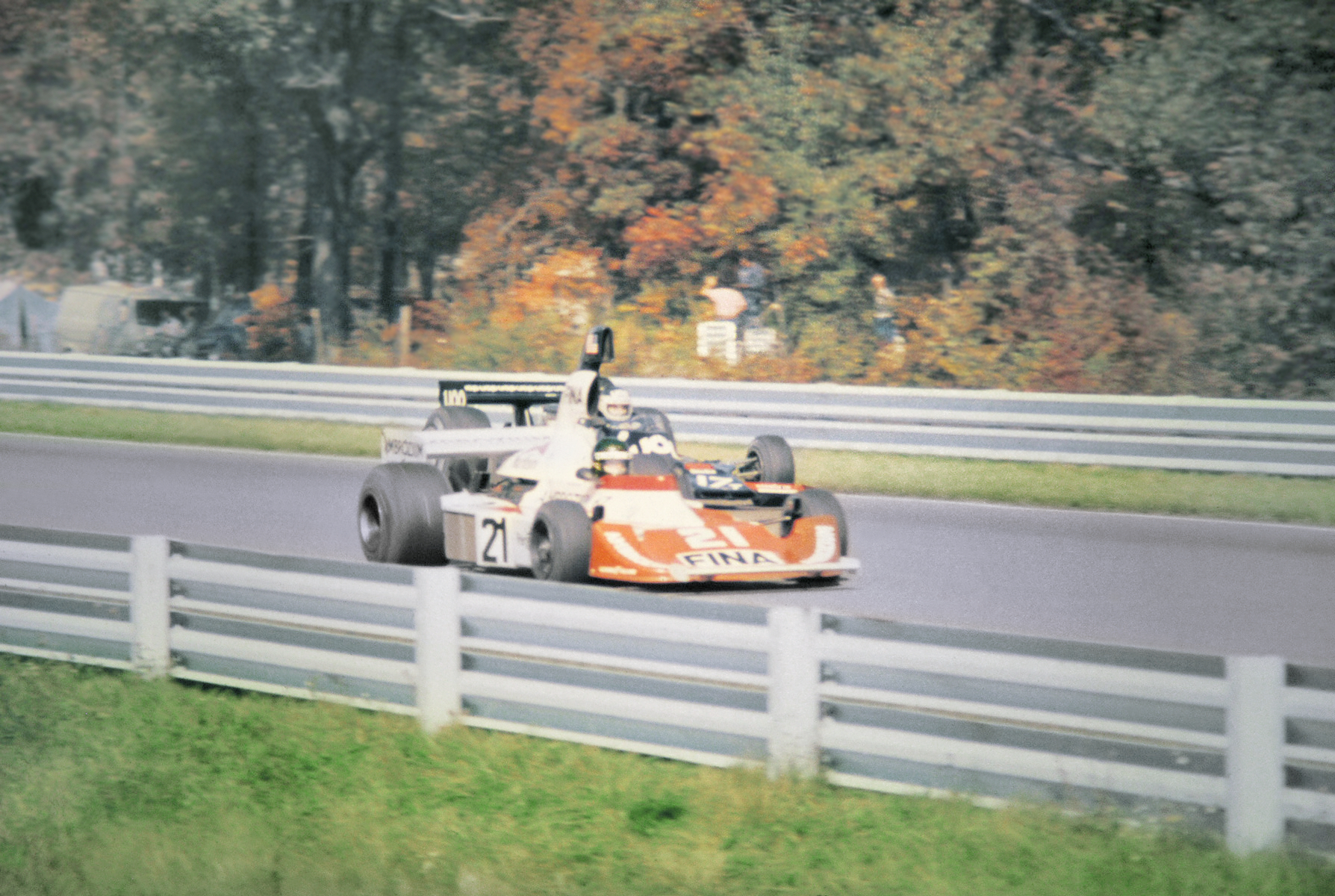
FW04 フォード
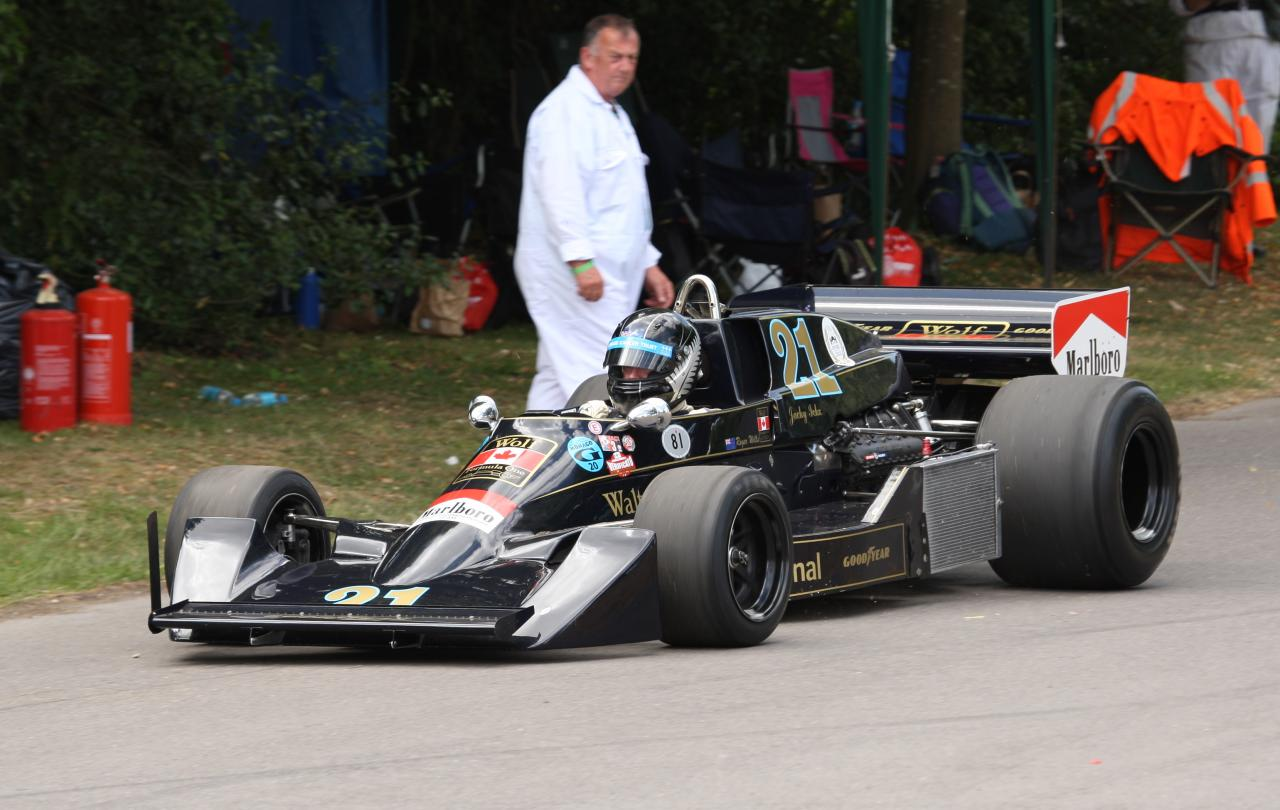
FW05 フォード